# Rakówka (dopływ Widawki)
Rakówka (dawniej Rakarka) – rzeka, prawy dopływ Widawki o długości 25,11 km. 
Rzeka płynie przez tereny Wysoczyzny Bełchatowskiej. Przepływa przez Bełchatów, Grocholice, Księży Młyn, Rząsawę, Kuźnicę Kaszewską. 
Rakówka jest częściowo uregulowana. W drugiej połowie lat 70. XX wieku zmieniono koryto rzeki Widawki. Rakówka w swym ujściowym odcinku (ok. 3 km) płynie jej starym korytem. W Bełchatowie rzeka pierwotnie nazywana była Wrzonsawą (lub Rzonsawą). W XIX wieku nazywano ją Rakarką, od czego pochodzi aktualna nazwa.